# 望月英
望月 英（もちづき えい、1985年6月5日 - ）は、日本の男性声優。埼玉県出身。フリー。

## 来歴・人物
かつてはマウスプロモーション、リマックス、プロダクション・エースに所属していた。
家庭用ゲーム、アーケードゲーム、ボードゲームや謎解き等ゲーム全般に精通しており、
声優として活動する前にFPSや音楽ゲームの店舗大会優勝経験もある。
また、個人でのゲーム配信チャンネルを持っている。
自身が公式配信のMCを務めている「ジョジョの奇妙な冒険 ラストサバイバー」ではキャラクター別全国ランキング5位を獲得経験を持つ。
オーディオリーフ主催マンスリーライブ「千客万来」では、2011年7月に行われたvol.22より、毎月イベントMCをこなしていた。
将来目指したい声優として諏訪部順一や小野大輔の名前を挙げている。
クマムシ_(お笑いコンビ)の長谷川俊輔は互いの実家が100ｍ程近所の幼馴染で、小学生の頃は一緒にファミコンで遊んでいた。

## 出演

### テレビアニメ
2011年
- そふてにっ（男子生徒たち）

2012年
- PSYCHO-PASS サイコパス（アバター）

2013年
- アラタカンガタリ〜革神語〜（マサヒ）
- 宇宙戦艦ヤマト2199（きりしま航宙士A、きりしま通信音声、巡洋艦クルー）※2012年劇場先行公開

2016年
- ブレイブウィッチーズ（水兵、運転手）

2017年
- ツインエンジェルBREAK（アリ戦闘員）
- はじめてのギャル（男子生徒A）
- ブレンド・S（客）

2021年
- 恋と呼ぶには気持ち悪い（アナウンス）
- RE-MAIN（剣道部員A）

### OVA
- デュラララ!!×2 承 外伝!? 第4.5話「私の心は鍋模様」（上級生）※劇場先行上映

### Webアニメ
- 森永乳業「朝ピノラボ」オリジナルアニメ　朝ピノラボの一日（2013年、アーサー）

### ゲーム
2011年
- 侍道4

2013年
- ちみキャラさいこぱす BDゲーム(大和田)
- 圧倒的遊戯 ムゲンソウルズZ

2015年
- ラングリッサー リインカーネーション-転生-（リュグナー・マントゥール）
- Second Secret(物部 真冬)

2016年
- ライフ イズ ストレンジ（ジャスティン、他）

2018年
- まいてつ -pure station-（右田双鉄)
- ライフ イズ ストレンジ ビフォア ザ ストーム（ジャスティン）
- コール オブ デューティ ブラックオプス4

2019年
- ラングリッサーI&II（バルドー）
- Ninja Girl and the Mysterious Army of Urban Legend Monsters! 〜 Hunt of the Headless Horseman.〜（首なし騎士）
- BORDER BREAK(アフマール)
- リアル脱出ゲーム ある刑務所からの脱出(ゲーム内キャラクターボイス)
- リアル脱出ゲーム ある魔法図書館の奇妙な図鑑(ゲーム内キャラクターボイス)
- リアル脱出ゲーム×アイアムアヒーロー ある病院からの脱出(CMナレーション)

2020年
- インディヴィジブル 闇を祓う魂たち（ゼベイ）
- ジョジョの奇妙な冒険 ラストサバイバー(公式配信MC)

2022年
- ダイイングライト２（スコット、他）
- リアル脱出ゲーム 摩訶不思議な部屋からの脱出（CMナレーション）
- マーダーミステリー　懺悔論舞曲（ゲーム内ボイス）

2024年
- リアル脱出ゲーム BEAT TOWER（CMナレーション）

2025年
- リアル脱出ゲーム 伝説の秘宝眠る巨大遺跡からの脱出（CMナレーション）

### 吹き替え
- シー・ヴァイパー 潜航作戦!U235を追え!!（カシャヴァスキー）
- ドアマン（レオ〈伊藤英明〉）
- ミディアム4 霊能者アリソン・デュボア
- ロマンスが必要2（ハン・ジョンミン）

### 実写
- ゴメンナサイ（2011年10月29日）
- リアル鬼ごっこ4（2012年5月19日）
- リアル鬼ごっこ5（2012年5月26日）
- 安堂ロイド〜A.I. knows LOVE?〜

### 舞台
- 緑野大地プロデュースVol.5「ETERNAL EARTH～汚れ無き殺戮と創造のビート～」 （2005年11月25日-27日、東京芸術劇場小ホール１）
- 緑野大地プロデュースVol.6「REMEMBER DREAMER ～遥か澄み渡る明日へのマーチ～」（2006年9月29日-10月1日、東京芸術劇場小ホール１）
- 劇団桜花旗揚げ公演「新月森のうさぎ」（2006年4月7日-10日、池袋小劇場）
- 劇団演劇集団ふれる～じゅ
  - 「Ein Arzt」（2006年12月20日-24日、シアターVアカサカ）
  - 「名医先生」（2007年3月1日-4日、千本桜ホール）
  - 「BLUES TONE（再演）」（2007年5月16日-20日、シアターＶアカサカ）オオツ役
- 劇団THE SCAR-FACE本公演「ABODEMENT」（2007年10月11日-14日、中野ウエストエンドスタジオ）
- 音影・流星揚羽 PRESENTS 音楽劇 
  - 音影最終決戦「幻影」（2012年2月4日-2月5日、芝浦STUDIO CUBE326）氷室大蛇役
- 音楽劇「涙刻」（2012年10月4日-10月6日、小岩ORPHEUS）琥珀役
- ライブ＆朗読劇「激奏三国志～Soul Of Rock～」（2012年11月11日、芝浦STUDIO CUBE326）張宝（プレシャス）役
- 劇団GAIA_crew 
  - ハラカラ・コエダス・レクイエム（2014年1月23日-27日、池袋シアターグリーン BASE THEATER）
  - LinKAge〜凛国異聞　艮役（2015年4月22日-26日、池袋シアターグリーン BIG TREE THEATER）
  - アマオト〜星巡ル夜君ヲ探ス　山猫役（2016年3月16日-20日、池袋シアターグリーン BOX in BOX）
  - 空の彼方の、ちいさなヒカリ (2017年 6月21日(水)～6月25日(日)）
  - LIVE THIS LIFE　鳴海、ヤマ役（2018年10月11日-14日、池袋シアターグリーン BOX in BOX）
  - 真説LinKAge～凛国異聞～ 朱の乱 碧の陣 艮役 (2019年12月4日ｰ12月8日)
  - ワンダー・オーヴァー・レインボウ 菱本仁 役(2021年3月18日-21日)
  - GOOD LUCK YOUR MEMORIES :RE 近藤誠司 役（2022年4月29日-5月5日、池袋シアターグリーンBOX in BOX Theater)
  - 異説 東都電波塔 陰陽奇譚　早川茂只 役（2023年6月14日 - 18日、池袋シアターグリーンBOX in BOX Theater）
  - 異説 東都電波塔 弍〜永遠なれ、星の樹〜　中津川奏 役（2024年8月28日-9月1日、池袋シアターグリーンBIG TREE Theater）
- 劇団GAIA_crewプロデュース　meteor第1回公演　朗読劇「メビウス」（2020年7月22日-31日、Streaming+）男役（Bチーム）
- 朗読劇「あなたを忘れない」（2020年10月23日 - 29日、Streaming+） - 高橋信吾 役（B・C公演）
- イチゴエン朗読公演「賭け」（2023年4月26日、28日、テアトルBON BON） - フランツ 役
- -ヨドミ-第七回公演「がらんどうのしにすとら」（2025年4月16日-20日、TACCS1179）トニー役

### マーダーミステリー公演
2021年
- 東京ミステリーサーカス「双子島神楽歌 THE LIVE STAGE」（2021年1月21日、Zoom）

2023年
- マーダーミステリー即興劇「ブラックナイトスレイヴ the stage〜全員残業と殺人事件〜」（ゲームマスター、2023年2月8日-12日、SPWN）
- マーダーミステリー即興劇「ザ・マフィア〜ボスの死と継承〜」（ゲームマスター、2023年3月15日-19日、SPWN）
- 「スターライドオーダー」（2023年9月17日18:00公演、ブルースクエア四谷）雪が谷大塚 役

2024年
- カスタマイズマーダーミステリー「ユートピアース」（ゲームマスター、2024年11月30日-12月1日、アニメイトシアター）

### イベント
2011年
- カヤック主催「モテ声カフェ」（2011年5月8日-6月9日、モテ声店員エイ）
- カヤック主催「こえ部ナイト」（2011年8月10日、東京カルチャーカルチャー）
- オーディオリーフ主催マンスリーライブ「千客万来」（ライブMC、2011年7月21日-）
- ヴィジュアルバンド「音影」（ライブナレーション）

2012年
- 近藤佳奈子×園崎未恵 ～ぱんだと金魚の波乗り大作戦～（ゲームコーナーMC、2012年7月1日）

2020年
- 「オトメフラグONLINE ＠遊星高校　オープンキャンパス」（2020年7月25日、8月2日、8日、Zoom）山下結役
- 「オトメフラグONLINE ＠遊星高校　人狼倶楽部」（2020年11月14日、15日、Zoom）山下結役

2021年
- 「週末新撰組 #オトメフラグONLINE」（2021年11月6日、7日、Zoom）大山将吾役

2022年
- 「突然令嬢になってさらわれて執事たちに助けられるってどうですか？ #オトメフラグONLINE」（2022年3月12日、19日、Zoom）黒瀬スミト役
- スカパー！声優アニソン2.5次元舞台Twitterスペース企画第一回（MC、2022年10月20日、Twitterスペース）

2024年
- FINAL FANTASY XIV FAN FESTIVAL 2024 in TOKYO（イベントブース「ねらえ、クリティカル！イフリート討滅ダイスチャレンジ」MC、2024年1月7日、8日、東京ドーム）
- ドラマ「その結婚正気ですか？」Blu-ray発売記念イベント（MC、2024年2月17日、タワーレコード渋谷店）
- TVアニメ「なぜ僕の世界を誰も覚えていないのか？」第1話先行上映会（MC、2024年6月16日、グランドシネマサンシャイン池袋）
- TOKYO MXドラマ「SugarSugarHoney」Blue-ray発売記念イベント（MC、2024年8月10日、タワーレコード渋谷店）

### その他コンテンツ
- 携帯着ボイス:dwango.jp「モテ声店員着ボイス」
- CDB劇場
- UULA ピース オブ ケイク（正樹 役）
- ニコニコゲーム実況チャンネル
- SEGA公式配信「ボーダーブレイクのボ！」
- 遊星高校ゲーム部(山下 結 役)
- 文化放送　超！A&G「オトメフラグラジオ」（メインパーソナリティ）